# Méthyleugénol
Le méthyleugénol est un composé organique aromatique présent dans de nombreuses plantes. Il appartient à la famille des phénylpropènes, un sous-groupe des phénylpropanoïdes. Cette molécule odorante accomplit diverses fonctions pour les plantes qui la produise, elle attire notamment les insectes pollinisateurs et repousse les insectes herbivores. Son odeur lui vaut également d'être utilisée par les humains (sous forme d'huile essentielle extraite des plantes ou synthétique) dans des parfums, des produits cosmétiques ainsi que comme arôme alimentaire. Il a des effets variés sur la santé humaine, c'est un antioxydant et un anti-inflammatoire, mais il est également cancérigène et mutagène.
On le retrouve dans les huiles essentielles de fenouil, de rose, de basilic, d'anis, de piment de la Jamaïque, de noix de muscade, de laurier sauce, de plante curry, de magnolia (op. feuilles, Michelia alba) ou de Bay Saint Thomas (Pimenta racemosa).

## Propriétés[1]
Le méthyleugénol est, en conditions normales, un liquide incolore ou très légèrement jaunâtre et à l'odeur agréable. Il est volatil, très peu inflammable et presque insoluble dans l'eau.